# Château de Grillemont
Le château de Grillemont est un château situé à La Chapelle-Blanche-Saint-Martin (Indre-et-Loire).
Il est classé au titre des monuments historiques par arrêté du 9 mai 1989.

## Historique
Le château appartient aux Payens puis aux d'Amboise. Roland de Lescoët, conseiller et chambellan du roi Louis XI, grand veneur de France et capitaine-gouverneur du château de Loches, en devient propriétaire vers 1465. À cette période, Louis XI se rend à Grillemont en compagnie de Tristan L'Hermite et d'Olivier Le Daim.

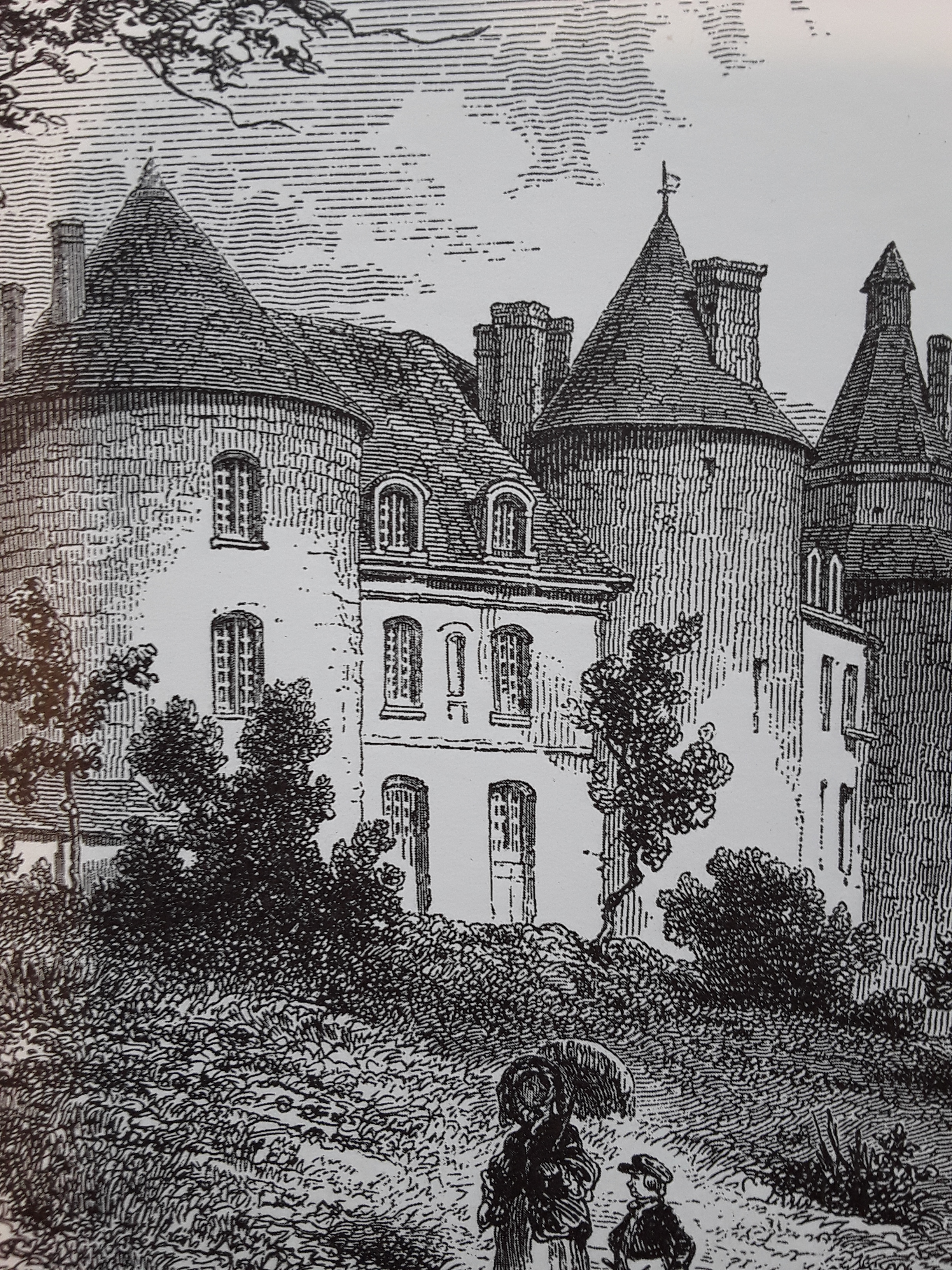

Le 13 février 1739, la seigneurie est acquise par le fermier général François Balthazard Dangé d'Orsay. Elle passe ensuite, en 1771, à son neveu, René-François-Constance Dangé d'Orsay, maréchal de camp.
Joseph Hippolyte Collineau, armateur à Nantes, l'acquiert en 1798. Afin de pouvoir financer des terres dans le Richelais, il le revend à Louis-Auguste Pilté-Grenet, négociant à Orléans. Ce dernier l'échange avec le comte de Gasville contre le château de Tracy-sur-Mer.
En 1850, le domaine est acquis par Gérasime Lecointre, banquier et humaniste à Poitiers. Pierre Lecointre et son épouse Henriette Delamarre de Monchaux en confient la restauration à l'architecte Charles Guérin.
En 1928 au décès de son père, Georges Lecointre petit-fils de Gérasime et géologue réputé s'installe au château. Tout en continuant ses activités dans le domaine de la géologie et de la paléontologie, il  dirige et innove sur l'exploitation agricole du château avec son épouse Solange et sa fille Colette.
Pendant la seconde Guerre mondiale le château reçoit successivement un département du Ministère du Commerce, un détachement de l'armée allemande avec 500 chevaux, une caserne de douaniers allemands[réf. souhaitée], des prisonniers (846 personnes y furent incarcérées) et enfin des religieuses de l'hôpital Saint-Gatien de Tours[réf. souhaitée].
Grillemont acquiert, avec Colette devenue comtesse Christian de Saint-Seine (1920-2017), une notoriété certaine avec son élevage de lévriers, son cynodrome et son élevage de chèvres laitières novateur.
Le château est depuis les années 1980 ouvert au public pour ses visites ou des réceptions.

## Description
De la forteresse médiévale il ne reste que trois tours et des murs de courtines aux épaisseurs imposantes. Les mâchicoulis de deux des tours et le donjon ont été détruits et les douves comblées.
Le château actuel est organisé autour de la cour d'honneur située à l'emplacement de l'ancien donjon. Des corps de bâtiments encadre cette cour sur trois côtés.
Le quatrième côté est ouvert à la vue et domine la campagne et L'Étang Fourché. Les corps de bâtiments latéraux ont été prolongés de deux petits pavillons. L'ensemble vu de la cour d'honneur conserve sa facture XVIIIe siècle. Les imposants communs situés en retrait au nord ont été construits à la fin du XVIIIe siècle. Les deux ensembles sont protégés ou classés selon les parties.
La pièce la plus prestigieuse est le salon de musique décoré sous le Second Empire.[réf. souhaitée]